# Jong Deens Strijkkwartet
Het Jong Deens Strijkkwartet (Den Unge Danske Strygekvartet) is opgericht in 2001. De toenmalige leden studeerden toen nog allen aan de Koninklijke Deense Akademie in Kopenhagen bij Tim Frederiksen. De leden waren Rune Sørensen (viool), Frederik Øland (viool), Asbjorn Nørgaard (altviool) en Carl-Oscar Østerlind (cello), die tijdens de oprichting geen van alle 18 jaar waren.
Sinds hun oprichting mocht het strijkkwartet diverse prijzen in ontvangst nemen, waaronder die van winnaar van het Charles Hennen Concours in Nederland. Zij werden door Dacapo gevraagd de strijkkwartetten van Carl Nielsen op te nemen, waarbij de recensies positief waren.